# Porcelana china de exportación

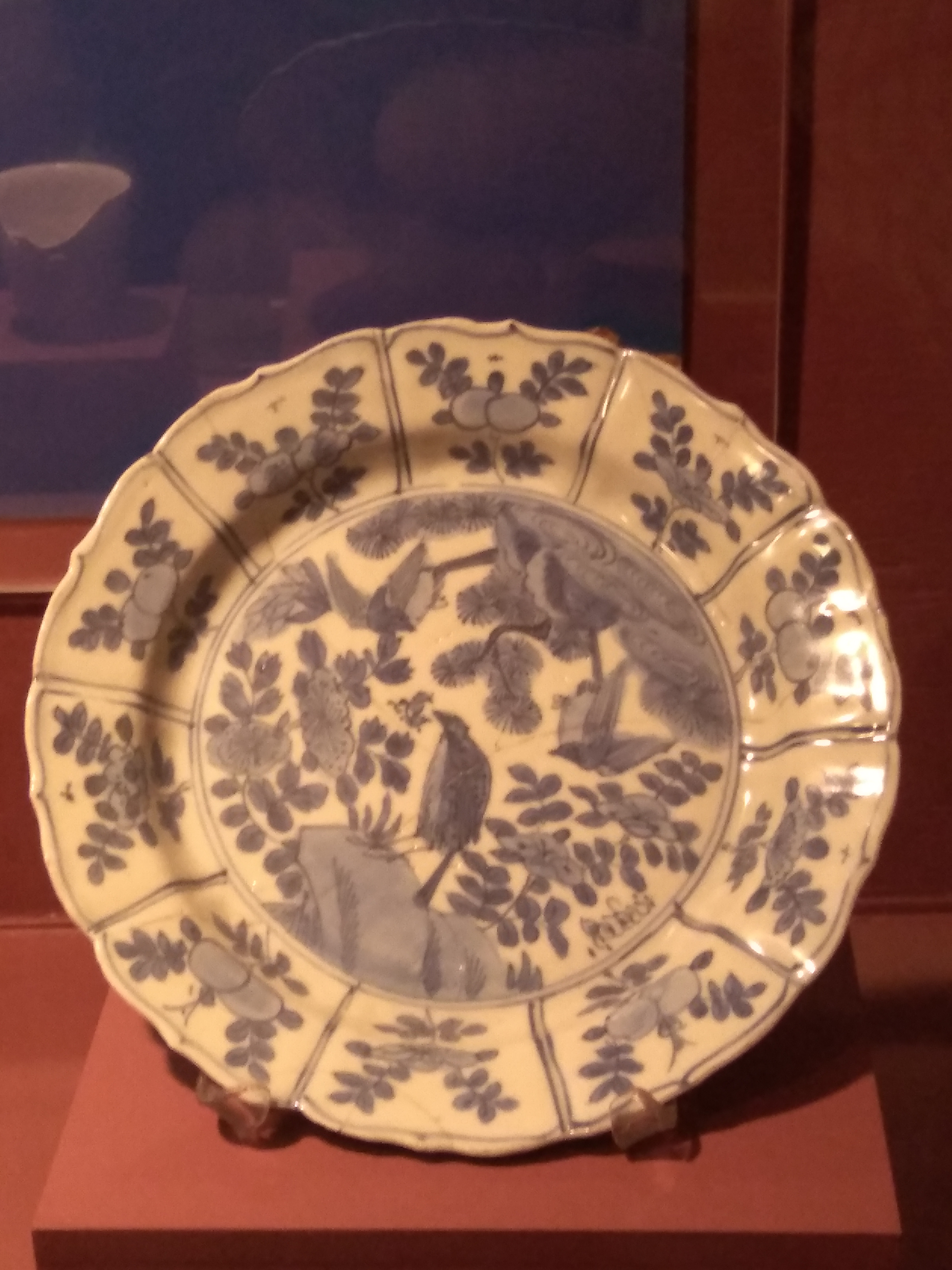
Plato de porcelana china tipo kraak

La porcelana china es una clase de cerámica que se caracteriza por estar manufacturada con caolín, cuarzo y feldespatos, ser cocida a más de 1000 grados Celcius y tener como acabado de la superficie vidriado feldespático. Su origen se ha localizado en China en el siglo III. Durante la Edad Media empezó a llegar porcelana china a Europa; primero en cantidades reducidas y posteriormente en grandes volúmenes.

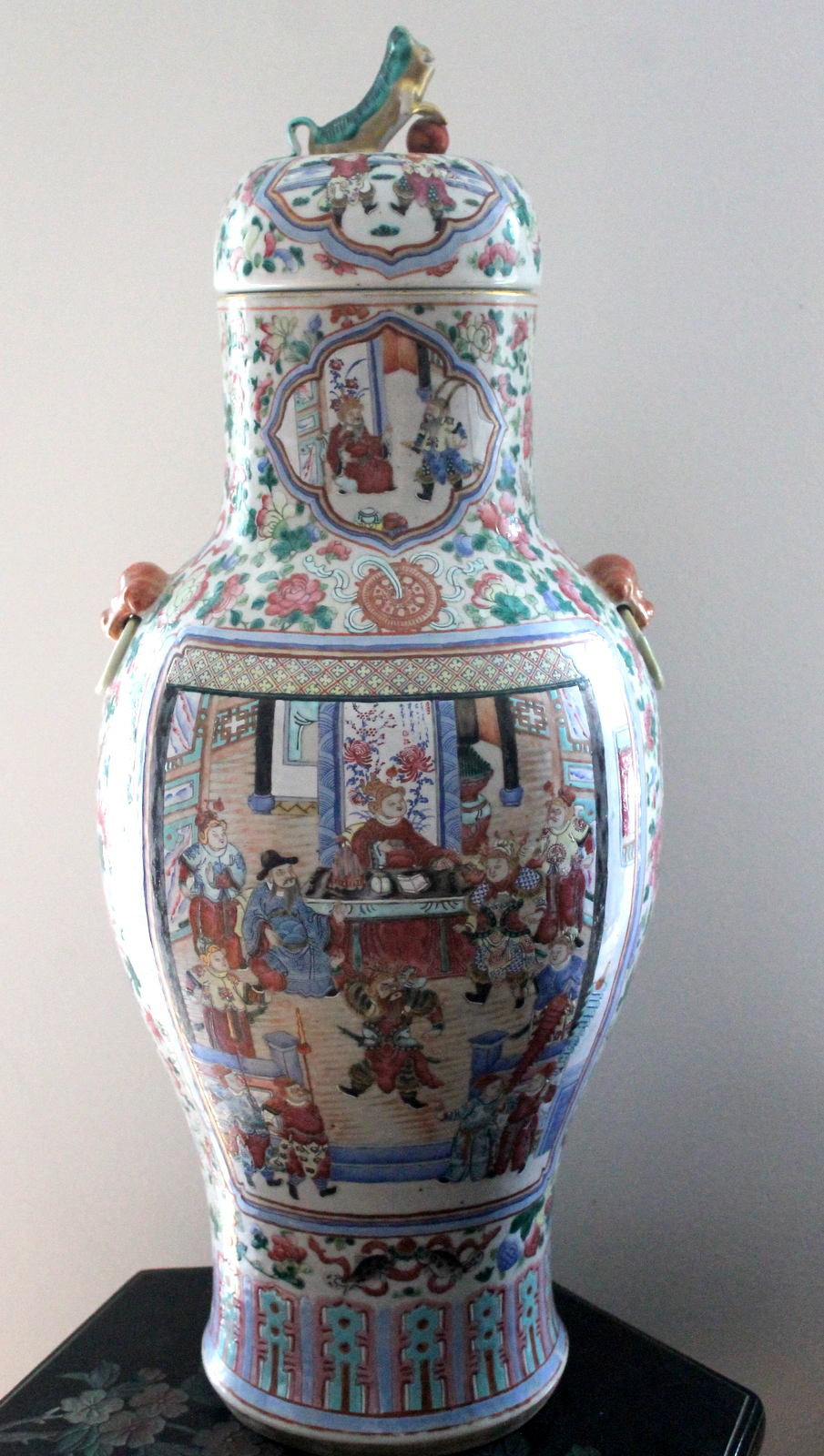
Jarrón de porcelana con tapa del pintado con esmaltes y dorados (Provincia de Cantón). Este tipo de porcelana conocido por su colorida decoración que cubre la mayor parte de la superficie de la pieza, fue popular para la exportación. En el reverso del jarrón, un general representado frente a la puerta de una ciudad amurallada tiene una pancarta con el apellido "Ma". "Romance de los Tres Reinos".

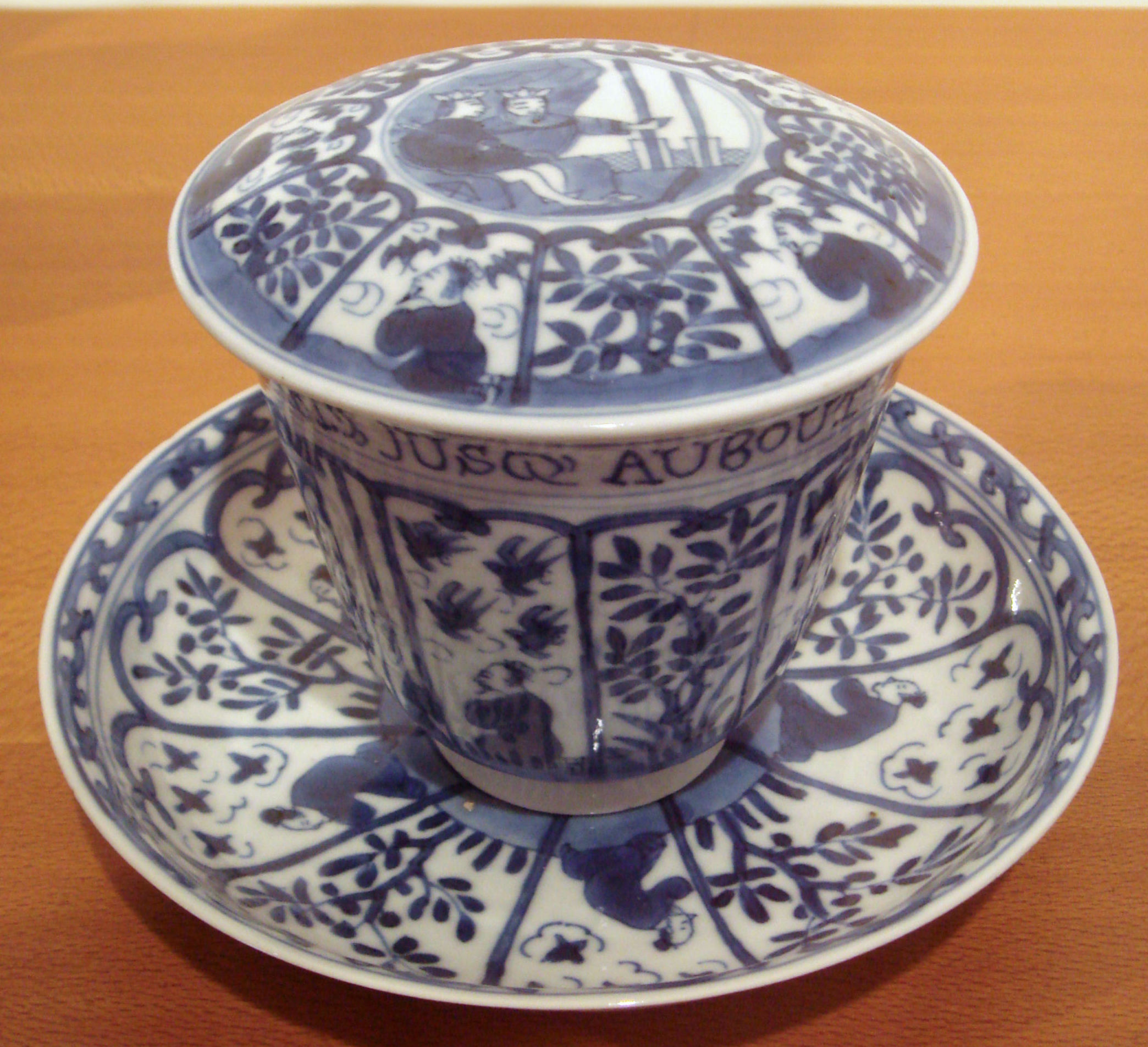
Porcelana china azul y blanca de exportación, con escena europea e inscripción francesa "El Imperio de la virtud se estableció hasta el fin del Universo", período Kangxi, 1690–1700

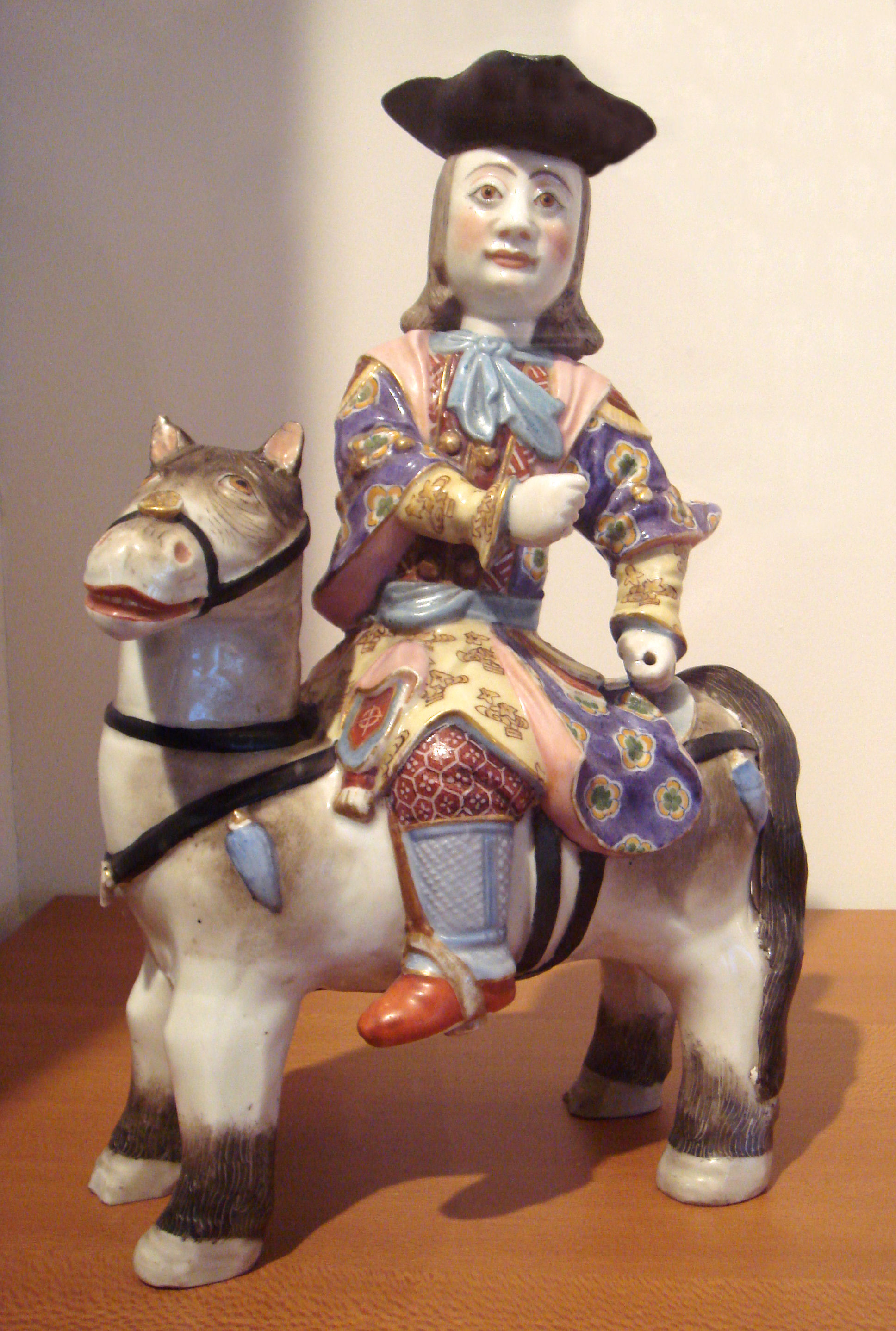
Figurilla del periodo Qing tipo Familia rosa, primera mitad del siglo XVIII

La porcelana china de exportación incluye una amplia gama de porcelana china que se fabricó, casi exclusivamente, para su exportación a Europa y posteriormente a Norteamérica entre los siglos XVI y XX. El hecho de que los productos fabricados para mercados no occidentales estén cubiertos por el término depende del contexto. Las cerámicas chinas fabricadas principalmente para la exportación se remontan a la dinastía Tang, si no antes, aunque inicialmente no pueden considerarse como porcelana.
Por lo general, no se utiliza como término descriptivo para los artículos mucho más antiguos que se producían para reflejar el gusto islámico y se exportaban a Oriente Medio y Asia Central, aunque también fueron muy importantes, ya que aparentemente impulsaron el desarrollo de la porcelana azul y blanca china en las dinastías Yuan y Ming (véase las influencias chinas en la alfarería islámica). El celadón de Longquan, que en la mayoría de los casos no es porcelana según las definiciones occidentales, es uno de los productos que produce grandes platos que reflejan los hábitos de la cocina islámica, en lugar de los tazones más profundos utilizados por los chinos. En general, las mercancías destinadas a la exportación, especialmente en los primeros tiempos, eran "principalmente artículos fuertes y bastante toscos", en comparación con los del mercado interior de élite, para tener en cuenta el estrés del transporte, y los clientes menos sofisticados.
Otros tipos de mercancías chinas fabricadas principalmente para la exportación a otros mercados pueden o no estar cubiertas; sin duda se describen como mercancías de exportación al hablar de la industria china, pero muchas de las discusiones en fuentes occidentales sólo se refieren a las mercancías destinadas a Europa. Los otros tipos incluyen la cerámica de  Swatow (c. 1575-1625), hecha para los mercados del sudeste asiático y japonés, y la porcelana de Tianqi, hecha principalmente para el mercado japonés en el siglo XVII. Los celadones chinos se exportaron a la mayor parte de Eurasia, pero no a Europa, entre aproximadamente las dinastías Tang y las primeras  dinastías Ming.
La retroalimentación de los mercados de exportación tardó algún tiempo en influir en las formas y la decoración del producto chino, especialmente en períodos anteriores, y en mercados lejanos como Europa. Inicialmente se enviaron los mercados que le gustaban al mercado chino, o a los mercados de exportación más antiguos. Con el creciente alcance de las empresas comerciales europeas, especialmente de los COV holandeses, esto fue posible, y con el tiempo incluso se pudieron encargar diseños de armamento específicos desde Europa.

## Mercancías para Europa, hasta elsigloXVIII
Se tiene constancia de que los visitantes europeos que visitaron Estambul en los siglos XV y XVI compraron allí porcelana china. Algunas otras piezas llegaron a través del asentamiento portugués de Malaca; el rey  Manuel I adquirió varias de ellas a Vasco de Gama. La Cámara de Arte y Curiosidades del Palacio de Ambras contiene la colección del archiduque Fernando II de Austria, reunida a mediados del siglo XV. Estas primeras colecciones, típicamente de cerámica azul y blanca, se consideraban objetos curiosos y artísticos raros, y a menudo estaban montadas en metales preciosos.

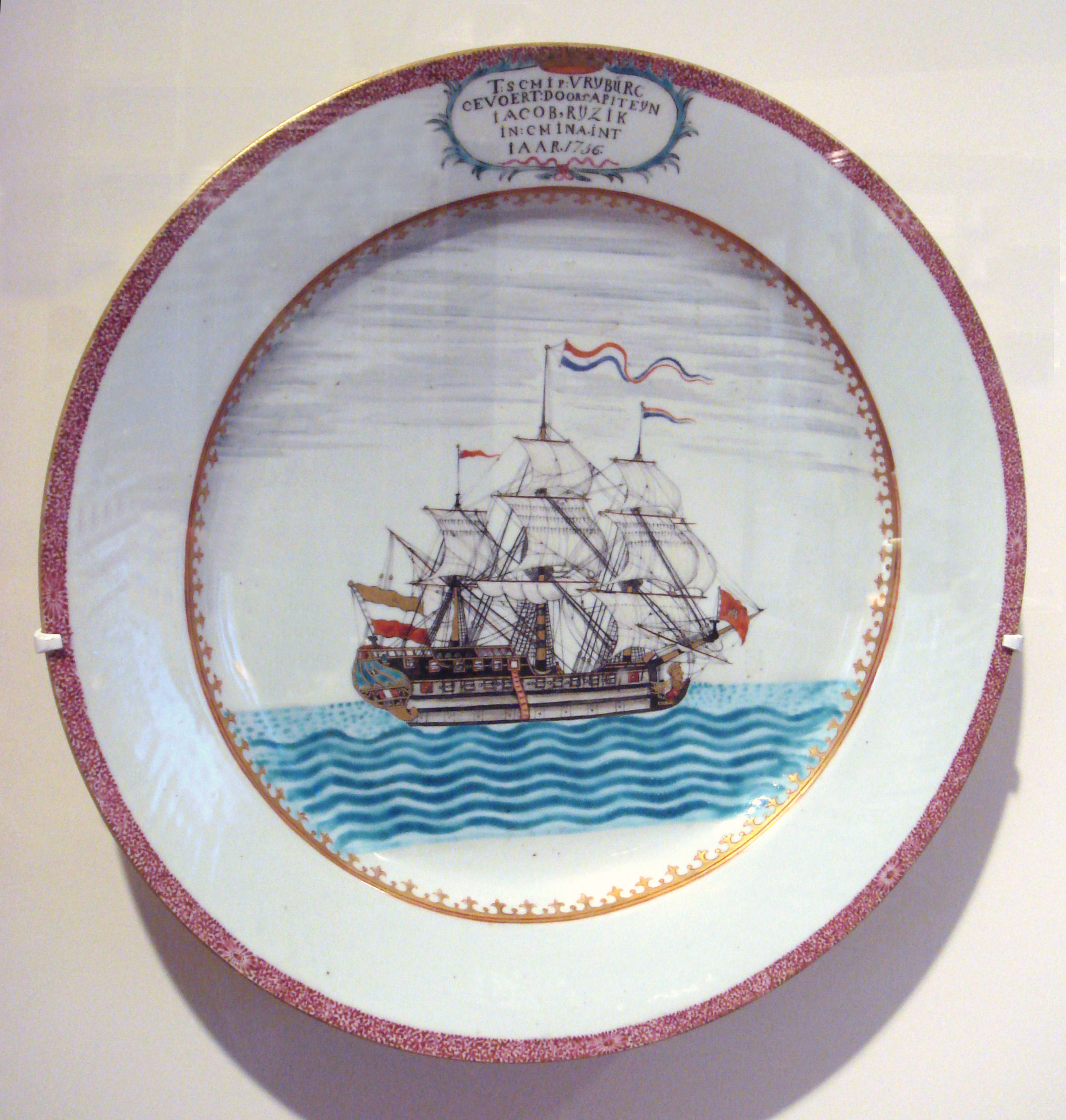
Plato de porcelana para el capitán holandés del buque Vryburg, Provincia de Cantón, 1756

La cerámica incluye la porcelana de kraak, porcelana de Swatow, porcelana de transición, porcelana de blindaje, porcelana de Cantón y porcelana de Imari, todas ellas fabricadas en su mayor parte o en su totalidad para la exportación, así como otros tipos de porcelana que también se vendían en el mercado nacional. Este grupo incluía Gres Yixing, blanco de China, porcelana azul y blanca, y verde, negra, amarilla y rosa. La porcelana china de exportación era generalmente decorativa, pero sin el significado simbólico de las mercancías producidas para el mercado doméstico chino. Excepto por los raros productos de pasta blanda Huashi, tradicionalmente porcelana china se fabricaba utilizando caolín. Si bien las astillas de la llanta y las grietas son comunes, las piezas tienden a no mancharse. Las mercancías chinas eran generalmente más delgadas que las de la japonesa y no tenían marcas de zancos.
En el siglo XVI, los comerciantes portugueses comenzaron a importar a Europa porcelanas azules y blancas de la última dinastía Ming, lo que dio lugar al crecimiento del comercio de porcelana kraak (que debe su nombre a los barcos portugueses llamados carracas en los que se transportaba). En 1602 y 1604, dos carracas portuguesas, el San Yago y Santa Catarina, fueron capturados por los holandeses y sus cargamentos, que incluían miles de piezas de porcelana, fueron vendidos en una subasta, lo que despertó el interés europeo por la porcelana. Entre los compradores se encontraban los reyes de Inglaterra y Francia.
Después de esto, una serie de naciones europeas establecieron compañías que comerciaban con los países de Asia Oriental, siendo la más importante para la porcelana la Compañía Holandesa de las Indias Orientales o VOC. Entre 1602 y 1682 la empresa transportó entre 30 y 35 millones de piezas de porcelana de exportación china y japonesa. La Compañía Inglesa de las Indias Orientales también importó alrededor de 30 millones de piezas, la Compañía Francesa de las Indias Orientales 12 millones, la Compañía Portuguesa de las Indias Orientales 10 millones y la Compañía Sueca de las Indias Orientales unos 20 millones de piezas entre 1766 y 1786.
El comercio continuó hasta mediados del siglo XVII, cuando la dinastía Ming cayó en 1644, y la guerra civil interrumpió la producción de porcelana. Los comerciantes europeos optaron por la porcelana de exportación japonesa, aunque gran parte de ella todavía se comercializaba a través de los puertos chinos. Sin embargo, los chinos habían reafirmado su dominio en la década de 1740.

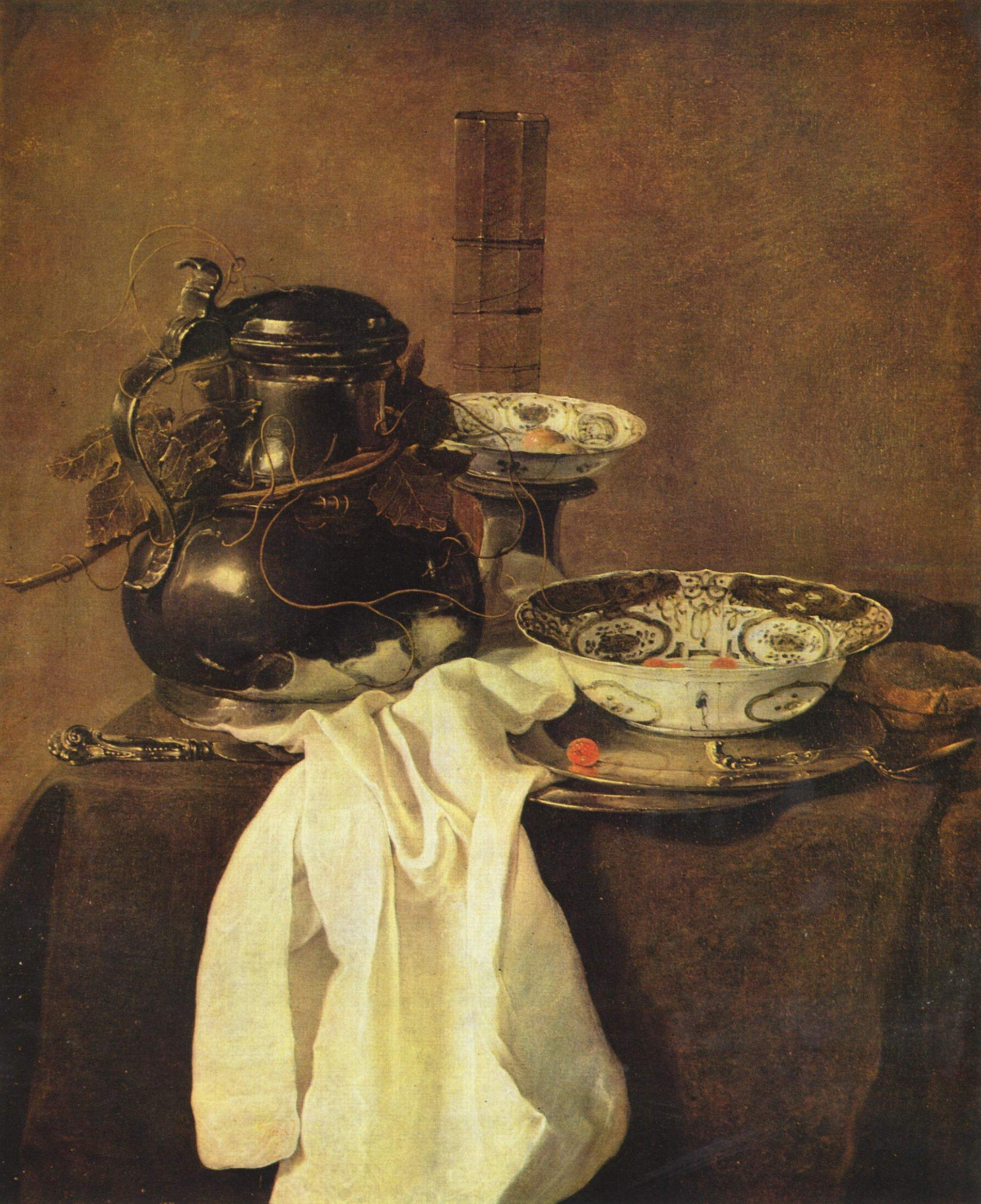
Bodegón del neerlandés Jan Jansz. Treck (1649) con cuencos de porcelana azul y blanca de la dinastía Ming

Como posesiones valiosas y muy apreciadas, en muchas de las pinturas holandesas del siglo XVII aparecieron piezas de porcelana china de exportación. La ilustración de la derecha muestra un cuadro de Jan Jansz. Treck que incluye dos cuencos estilo Kraak, probablemente Ming tardío, el que está en primer plano es de un tipo que los holandeses llamaban klapmuts. El pigmento azul utilizado por el artista se ha desteñido mucho desde que se pintó el cuadro.
Bajo el reinado del emperador Kangxi (1662-1722), la industria china de la porcelana, ahora muy concentrada en Jingdezhen, fue reorganizada y el comercio de exportación pronto floreció de nuevo. La porcelana china de exportación de finales del siglo XVII incluía vértebras azules y blancas y familia verde wares y, ocasionalmente, las familias negra y amarilla). Las mercancías incluyeron garnitures de floreros, de platos, de utensilios de té, de ewers, y de otras mercancías útiles junto con los figurines, los animales y los pájaros. Las porcelanas Blanc de Chine y los gres Yixing llegadas a Europa  sirvieron de inspiración a muchos alfareros europeos.
El aumento masivo de las importaciones permitió a los compradores acumular grandes colecciones, que a menudo se exhibían en salas especializadas o en estructuras construidas a tal efecto. El Trianon de Porcellaine construido entre 1670 y 1672 fue un pabellón barroco construido para mostrar la colección de porcelana azul y blanca de Luis XIV colocada sobre azulejos de loza azul y blanca francesa tanto en el interior como en el exterior del edificio. Fue demolido en 1687.
Para los alfareros de Jingdezhen, la fabricación de productos de porcelana para el mercado europeo de exportación presentaba nuevas dificultades. Escrito desde la ciudad en 1712, el misionero jesuita francés fray François-Xavier d'Entrecolles registra que ...la porcelana que se envía a Europa se fabrica a partir de nuevos modelos a menudo excéntricos y difíciles de reproducir; por el menor defecto son rechazados por los comerciantes, por lo que quedan en manos de los alfareros, que no pueden venderlos a los chinos, ya que no les gustan tales pieza.
A finales del siglo XVIII, a medida que se establecieron las fábricas europeas de porcelana, hubo más competencia y la calidad de los productos de exportación decayó, y muchos de ellos utilizaron formas y decoración muy exigentes y elaboradas. La llamada porcelana de Cantón se fabricaba en Jingdezhen como "piezas en bruto" y luego se transportaba a Cantón, donde se pintaba en estilos diseñados para los mercados occidentales de las Trece Fábricas, que a menudo incluían porcelana de armadura para comedores, con el diseño del escudo de armas del comprador enviado desde Europa y copiado.

## Mercancías y estatuillas

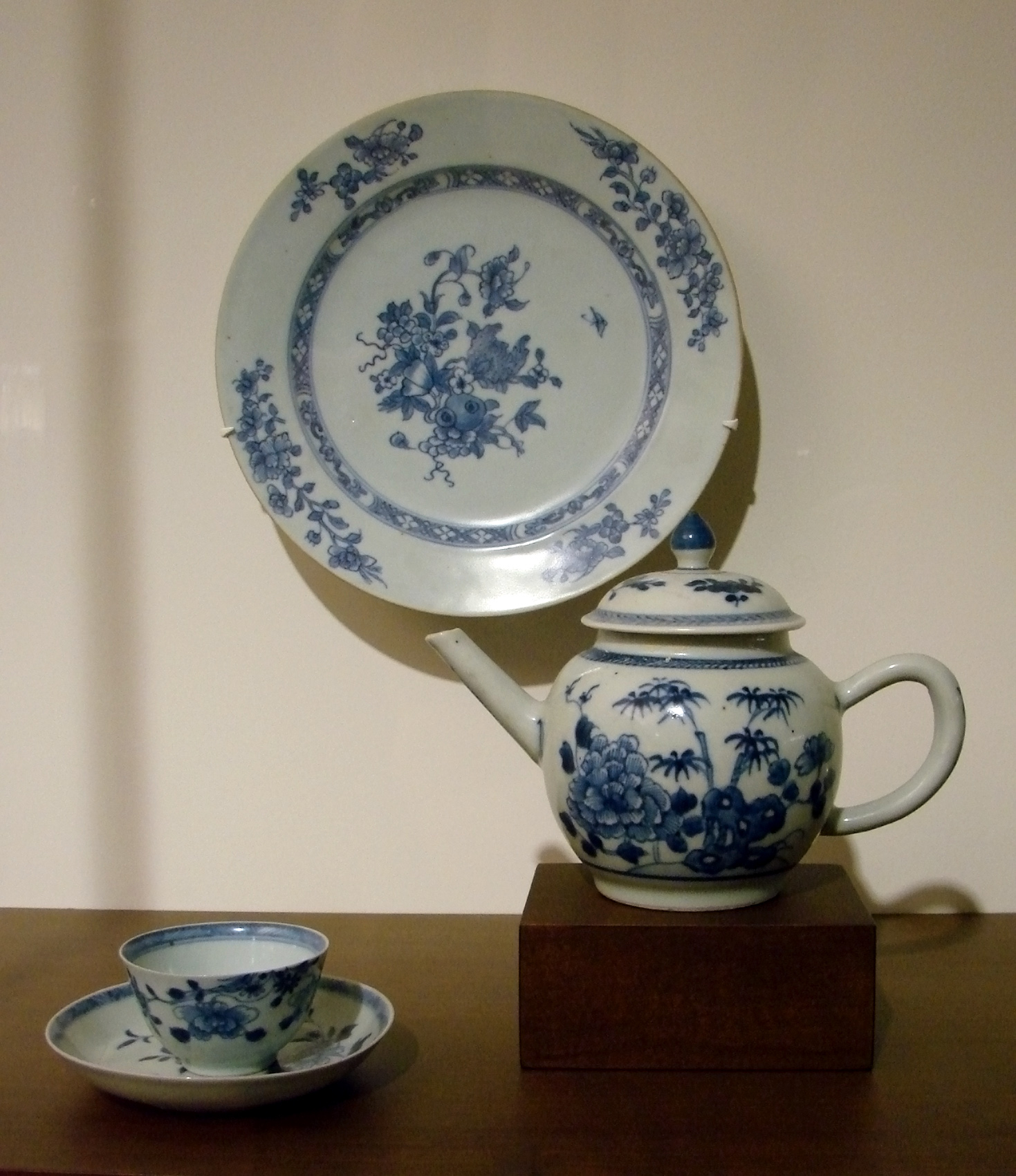
Porcelana del, Museo Guimet, París

Aunque las crestas europeas de porcelana china se pueden encontrar en piezas realizadas ya en el siglo XVI, hacia 1700 la demanda de porcelana blindada aumentó drásticamente. Se encargaron miles de servicios con dibujos de escudo de armas individuales que se enviaron a China para ser copiados y enviados de vuelta a Europa y, desde finales del siglo XVIII, a Norteamérica. Algunos estaban pintados con esmaltes policromados y dorados, mientras que otros, sobre todo los más recientes, podían incorporar sólo una pequeña cresta o monograma en azul y blanco. los alfareros chinos copiaban las populares porcelanas japonesas Imari, que seguían fabricándose para su exportación a la segunda mitad del siglo XVIII, ejemplos que se recuperaban como parte de la carga de Nanking del naufragio de los Geldermalsen.

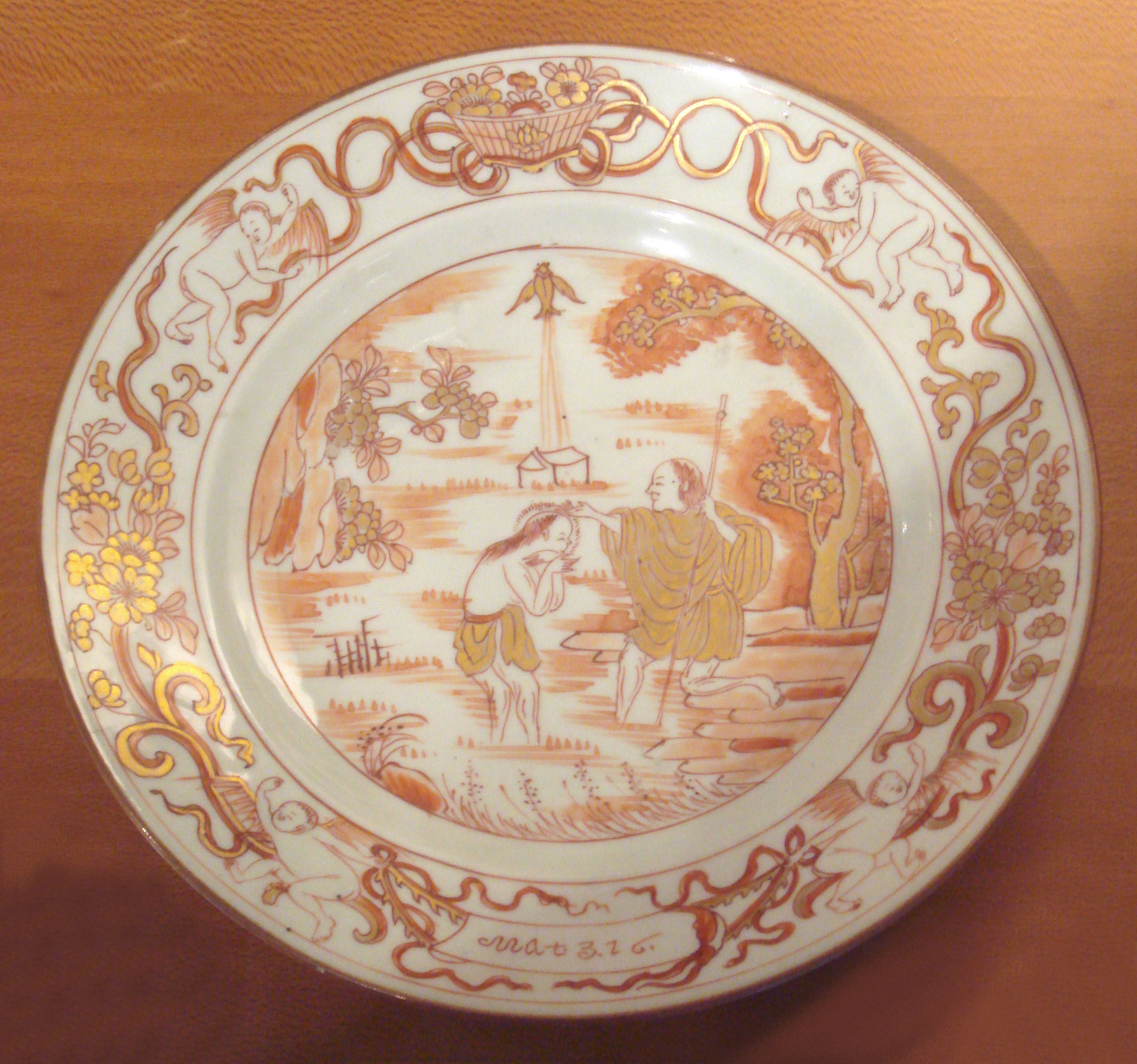
Porcelana del periodo Qing con escena cristiana europea, 1725-1735

Se hicieron una gran variedad de formas, algunas de origen chino o islámico , otras con copia de loza o metalería. Las figuras orientales incluían dioses y diosas chinas como Guanyin (la diosa de la misericordia) y Budai (el dios de la alegría), figuritas con cabezas asentadas, monjes sentados y niños que se ríen, así como figuritas de hombres y mujeres holandeses. Desde mediados del siglo XVIII, incluso se hicieron copias de figuras de Meissen, como bailarines tiroleses, para exportarlas a Europa. Las aves y los animales, incluyendo vacas, grullas, perros, águilas, elefantes, faisanes, monos y cachorros, eran populares.
Hacia 1720, la nueva paleta Famille Rose fue adoptada y sustituyó rápidamente a las primeras porcelanas de la Famille Verte del periodo Kangxi. Los esmaltes de rosas familiares para el mercado de exportación incluían la paleta de mandarín. Se popularizaron patrones específicos como la hoja de tabaco y la hoja de tabaco falsa, así como la porcelana decorada de Cantón con sus figuras y pájaros, flores e insectos desde alrededor de 1800. Muchos otros tipos de decoración como la tinta china o los objetos jesuitas, hechos para misioneros cristianos, piezas con temas europeos como el Juicio de París, o Adán y Eva, fueron hechas para el mercado europeo. Otros ejemplos incluyen los cuencos de Sídney de la era Macquarie en Australia, 1810-1820.

## Comercio posterior

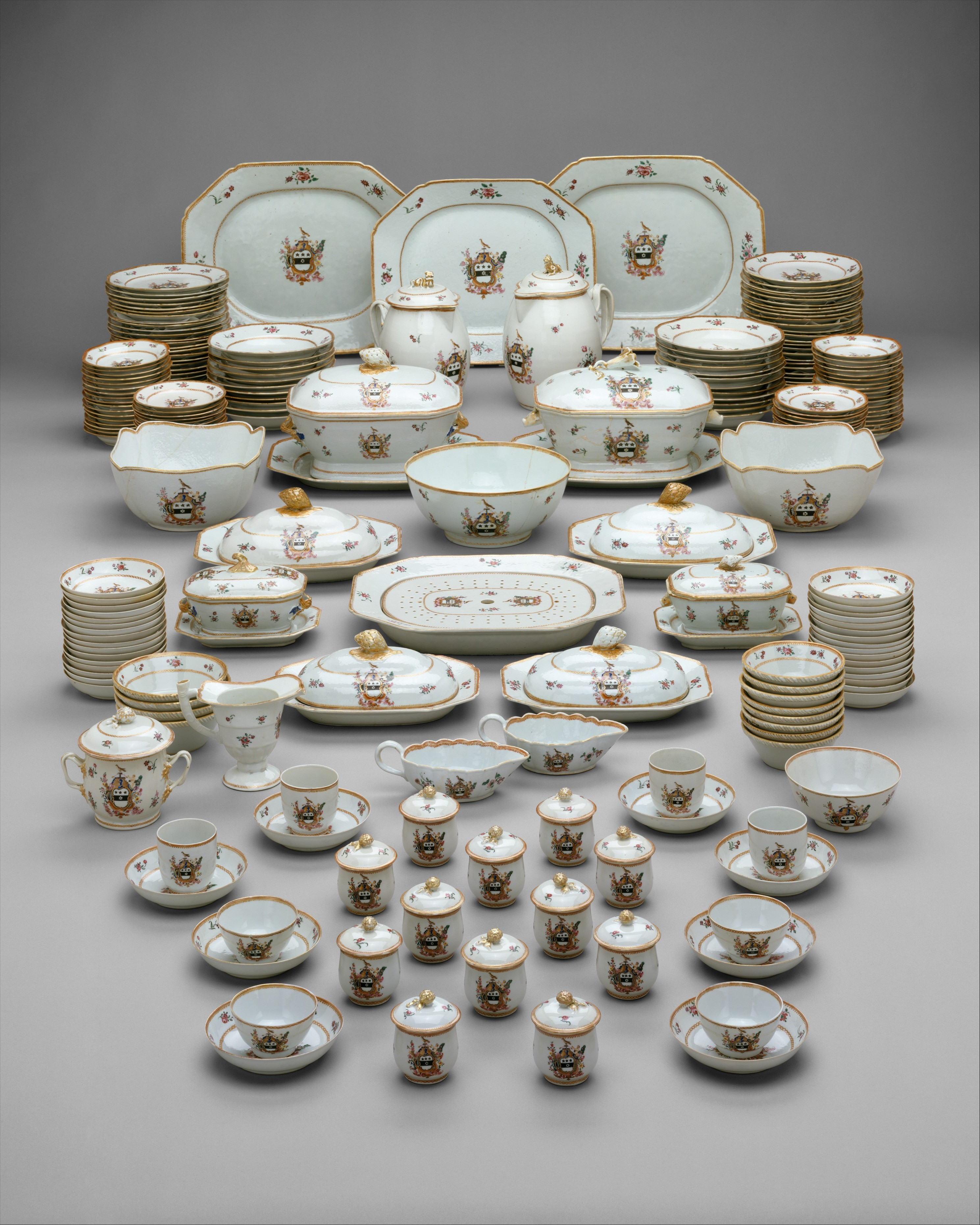
Servicio de mesa heráldico para el mercado estadounidense, c. 1785-90

A medida que se desarrollaba el comercio con China, los comerciantes privados que alquilaban espacio en los barcos de las empresas que comerciaban con el país enviaban productos de mejor calidad. Las mercancías de exportación a granel del siglo XVIII eran típicamente artículos de té y vajillas, a menudo de color azul y blanco, decoradas con flores, pinos, ciruelos, bambú o con paisajes de pagodas, un estilo que inspiraba el diseño de sauces. A veces se esmaltaban en los Países Bajos e Inglaterra para realzar su atractivo decorativo. A finales del siglo XVIII, las importaciones procedentes de China disminuyeron debido a los cambios en los gustos y a la competencia de las nuevas fábricas europeas, que utilizaban la producción en masa.
La porcelana cantonal altamente decorativa se produjo a lo largo del siglo XIX, pero la calidad de las mercancías disminuyó. A finales de siglo, los productos azules y blancos al estilo Kangxi se producían en grandes cantidades y casi todos los estilos y tipos anteriores se copiaron en el siglo XX.
En los tiempos modernos, la histórica porcelana china de exportación es popular en el mercado internacional de las bellas artes, aunque recientemente lo es menos que los productos fabricados para el mercado nacional. En 2016, las colecciones fueron subastadas por decenas de millones de dólares, a través de empresas como Sotheby's y Christie's.
En las últimas décadas, la producción moderna de porcelana para la exportación, principalmente de artículos domésticos básicos de estilo contemporáneo, ha aumentado enormemente y se ha convertido de nuevo en una industria importante para China. También continúa la producción de imitaciones de objetos históricos.

Piezas
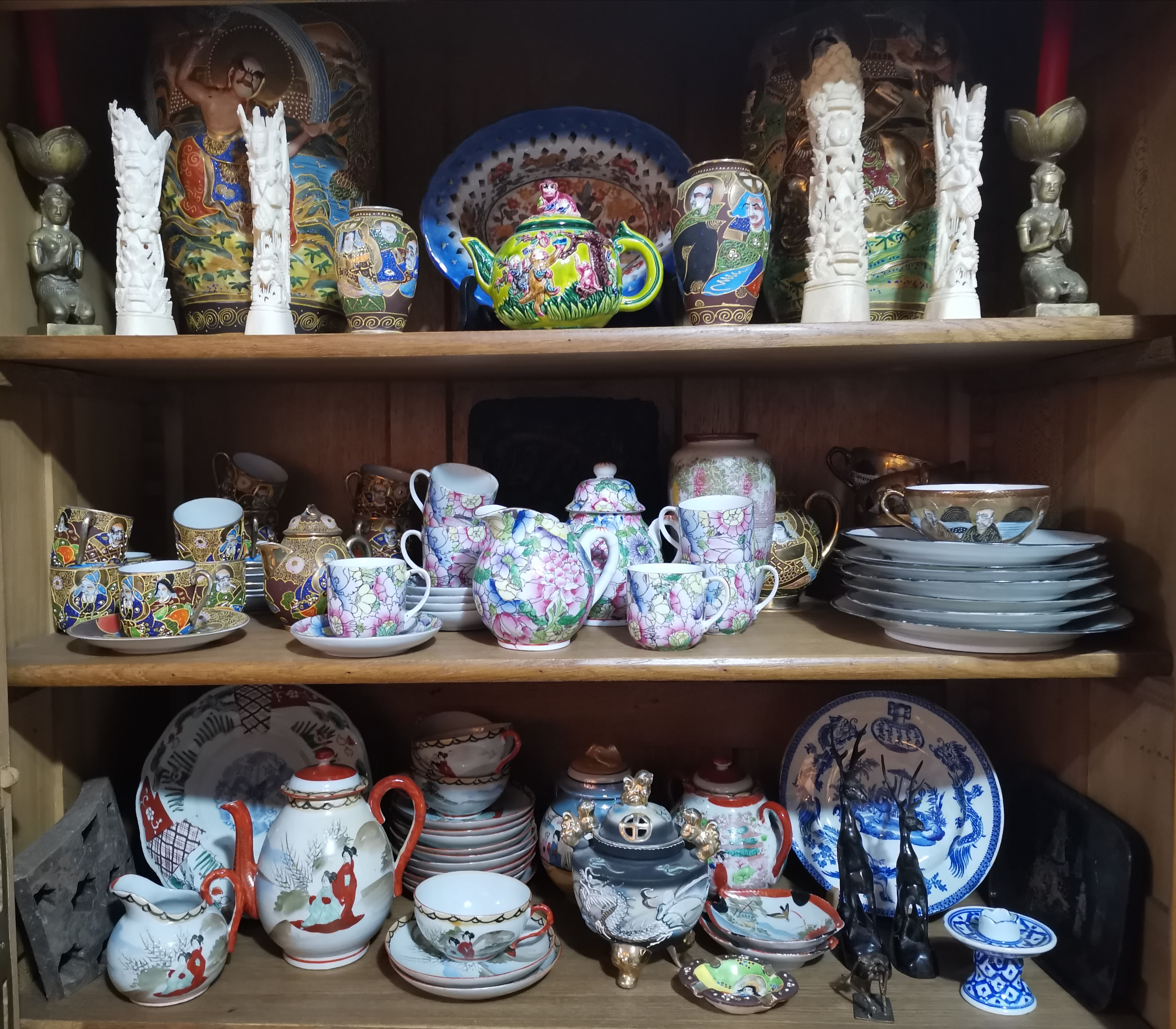
Diversas piezas de los siglos XIX y XX
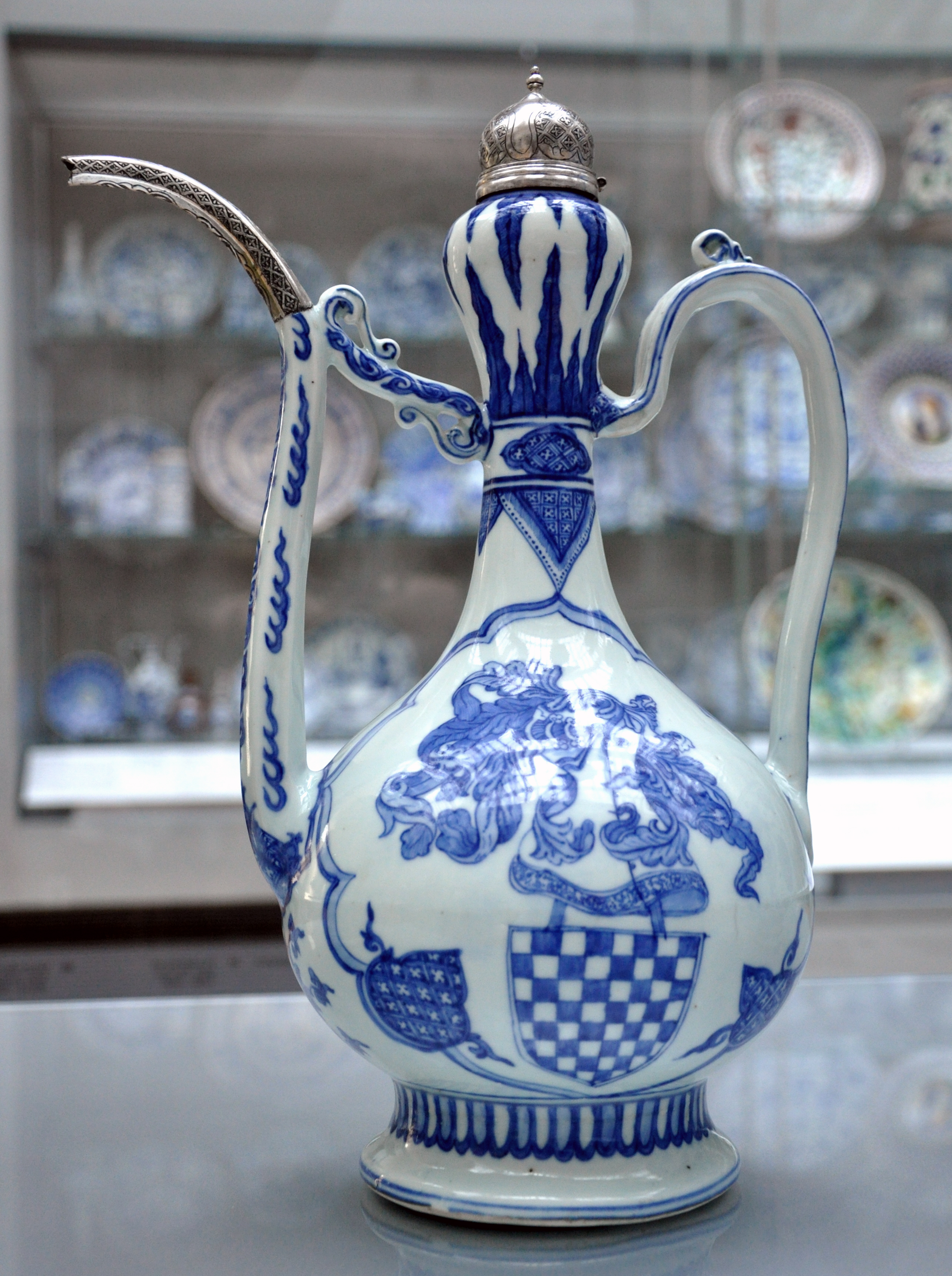
Porcelana de Jingdezhen en forma islámica, con el blasón de una familia portuguesa, c. 1522-1566
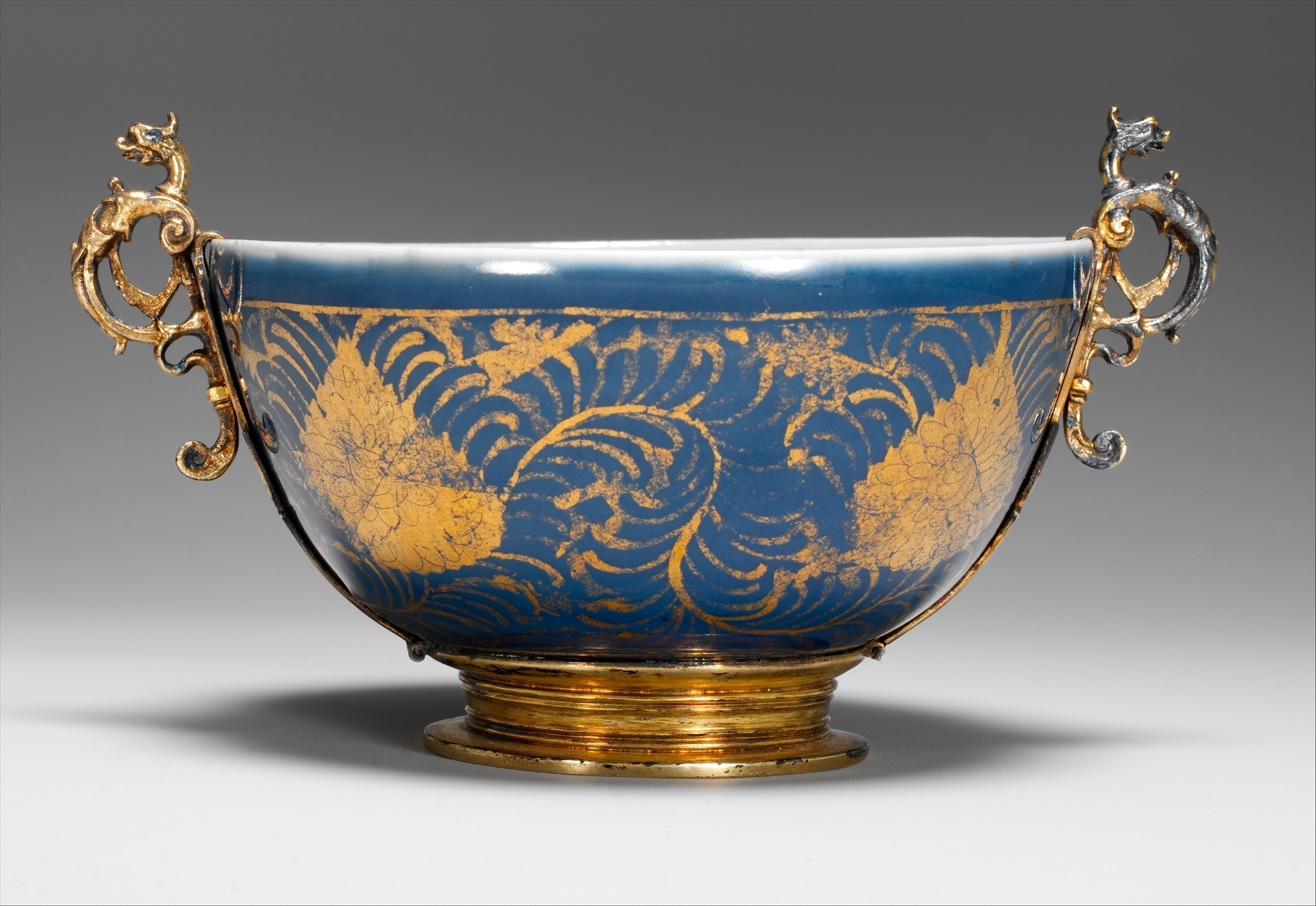
Porcelana de Jingdezhen con montura inglesa de plata dorada de 1590–1610.
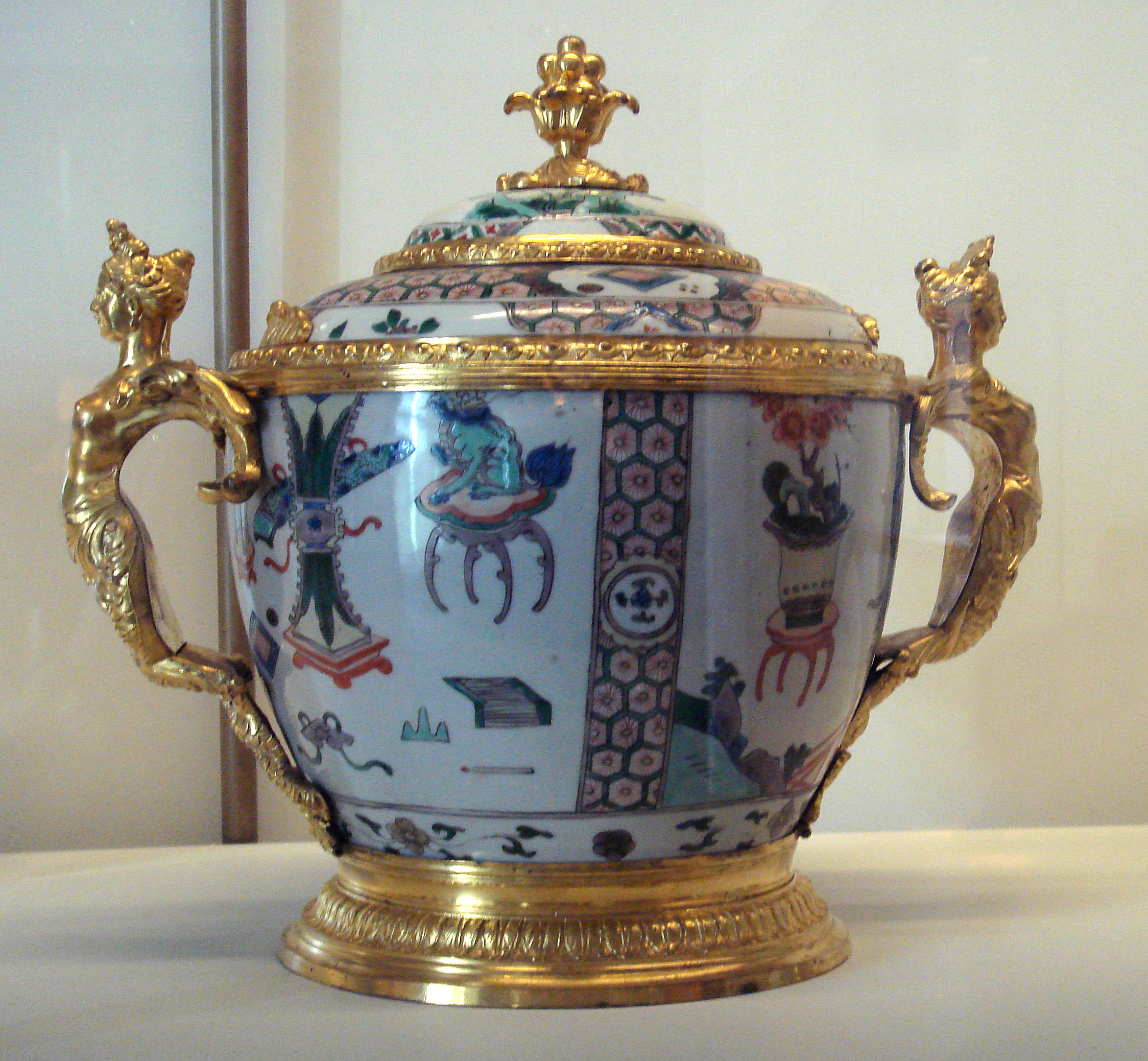
Porcelana Kangxi adornada con monturas francesas en bronce dorado 1710–1720.
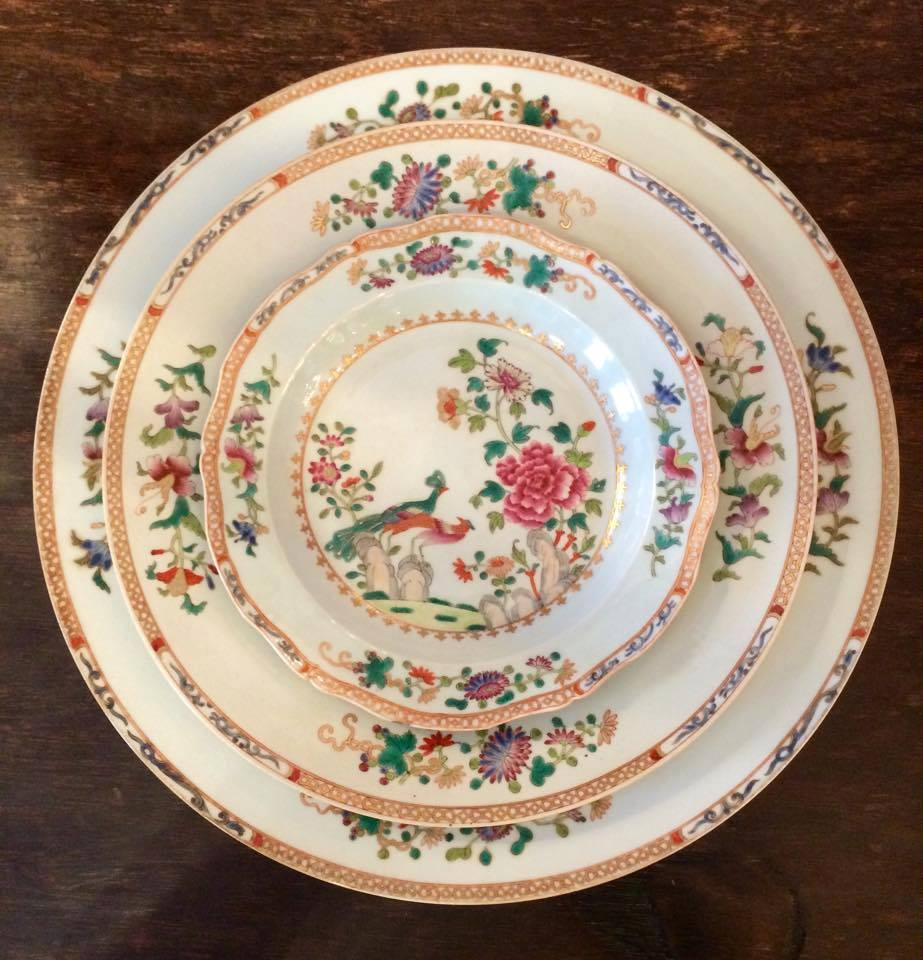
Un conjunto de medallón, plato de arroz y plato principal del Servicio de mesa Double Peacock, del tipo Familia rosa
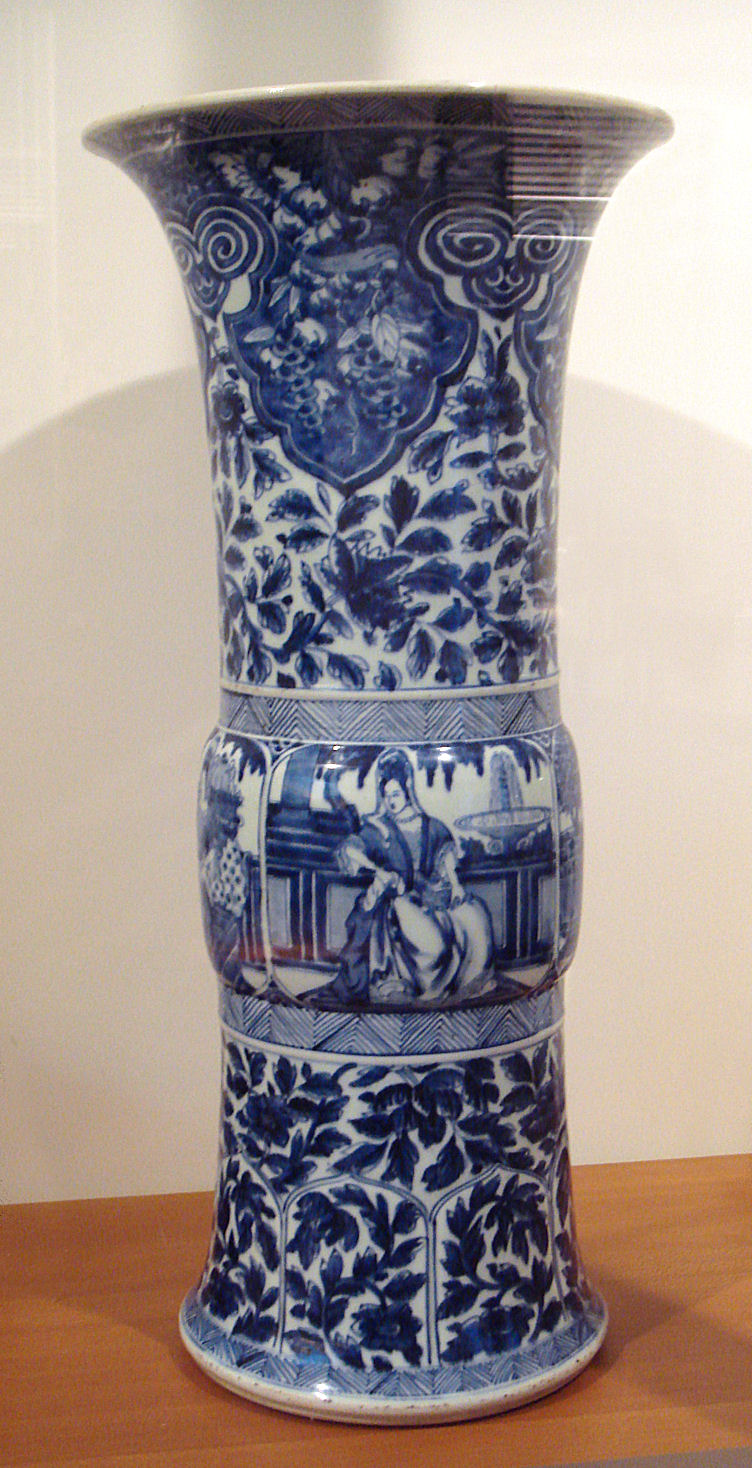
Jarrón de porcelana de exportación con una escena europea, periodo Kangxi.
Sopera de porcelana y bandeja con tapa en forma de pato mandarín, decorada con esmaltes y dorados, dinastía Qing, c.1750-60.
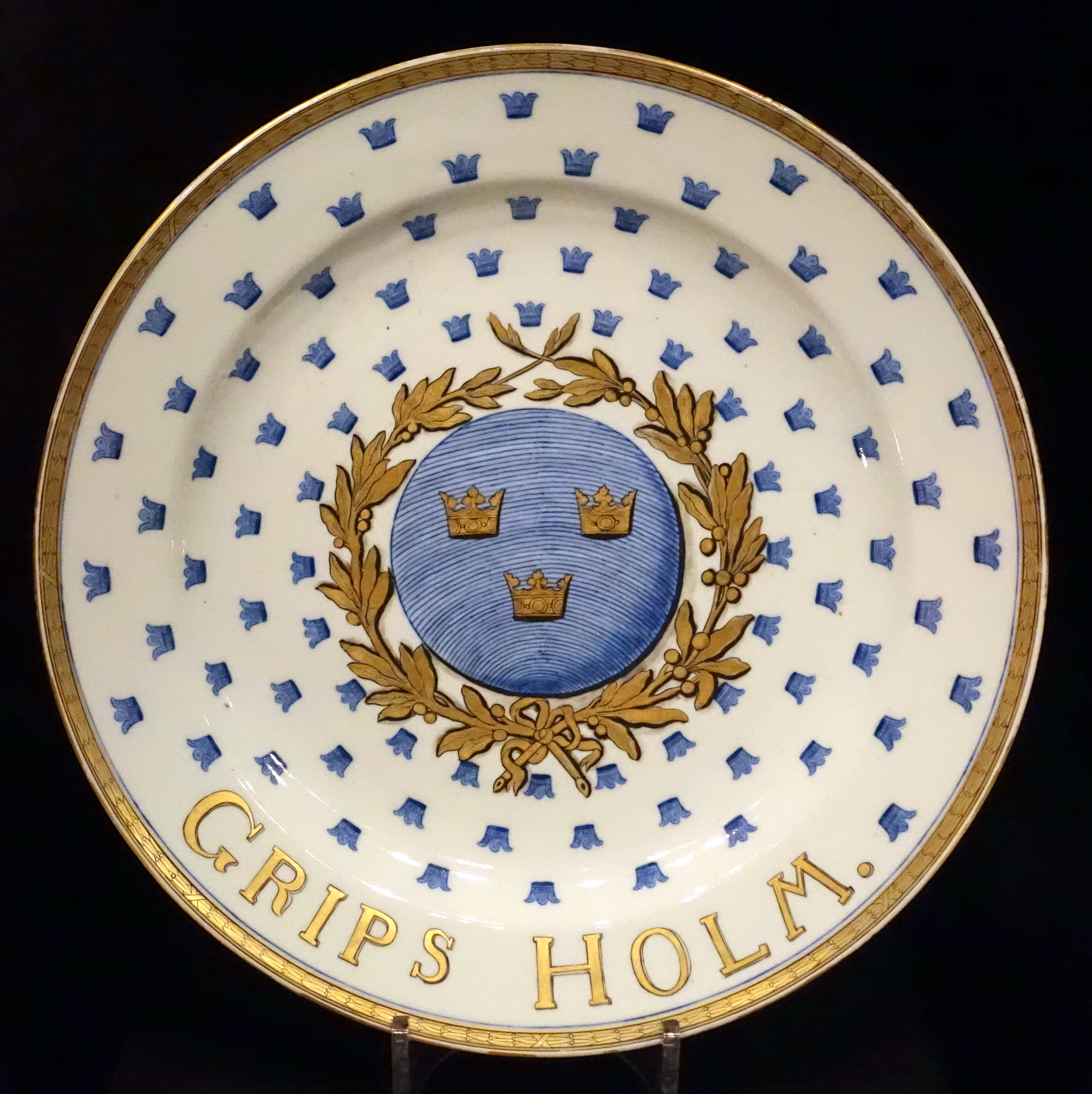
Plato de servicio con el escudo de armas Gripsholm, para Suecia, c. 1776